# بنغو (من الأفضل الاتصال بسول)
«بنغو» (بالإنجليزية: Bingo)‏ هي الحلقة السابعة للموسم الأول من مسلسل إيه إم سي التلفزيوني الدرامي من الأفضل الاتصال بسول، المسلسل يُعتبر بادئة من مسلسل اختلال ضال. تم بث الحلقة في 16 مارس 2015 على قناة إيه إم سي بالولايات المتحدة. خارج الولايات المتحدة، تم عرض الحلقة لأول مرة على خدمة البث نتفليكس في عدة بلدان.

## الاستقبال
عند بثها، تلقت الحلقة 2.67 مليون مشاهد أمريكي، ونسبة 18-49 من 1.3.

## وصلات خارجية
- «بنغو» على إيه إم سي (بالإنجليزية)
- «بنغو» على قاعدة بيانات الأفلام على الإنترنت (بالإنجليزية)